# 迦樂季
迦樂季，也譯迦爾吉、卡爾基，印度教神祇毗濕奴的十個化身之一，也是將出現的最後一個化身。其形象为身骑白马提婆達多（Devadatta）、手持火剑、相貌英俊的武士，名字有“时间”、“不灭者”、“秽物破坏者”的意思。他会在争斗时（Kali Yuga）的劫末降世，在世上履行保護婆羅門、征服邪惡的神聖使命，並開創新一輪的完滿時（Satya Yuga）。
在藏傳佛教的時輪傳統中，共有25個香巴拉國王採用與迦樂季有關的稱號。在印度南部，迦尔吉的形象是一匹白马或马首人身，这是印度土著“马崇拜”遗留的产物。马头人身的形象可能是马头观音的前身。

## 图库

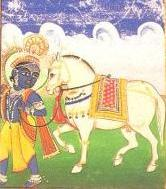
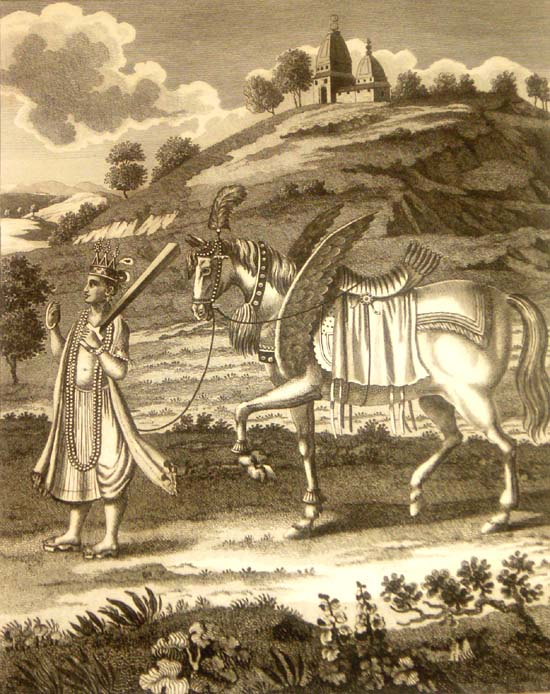
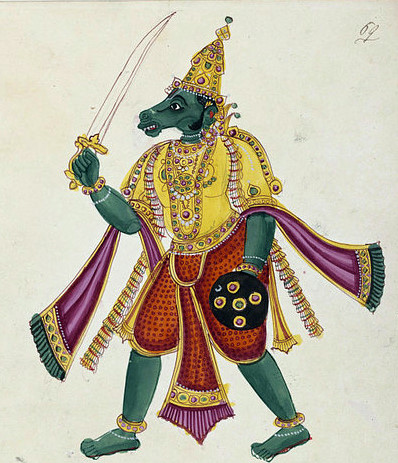
马头人身形象
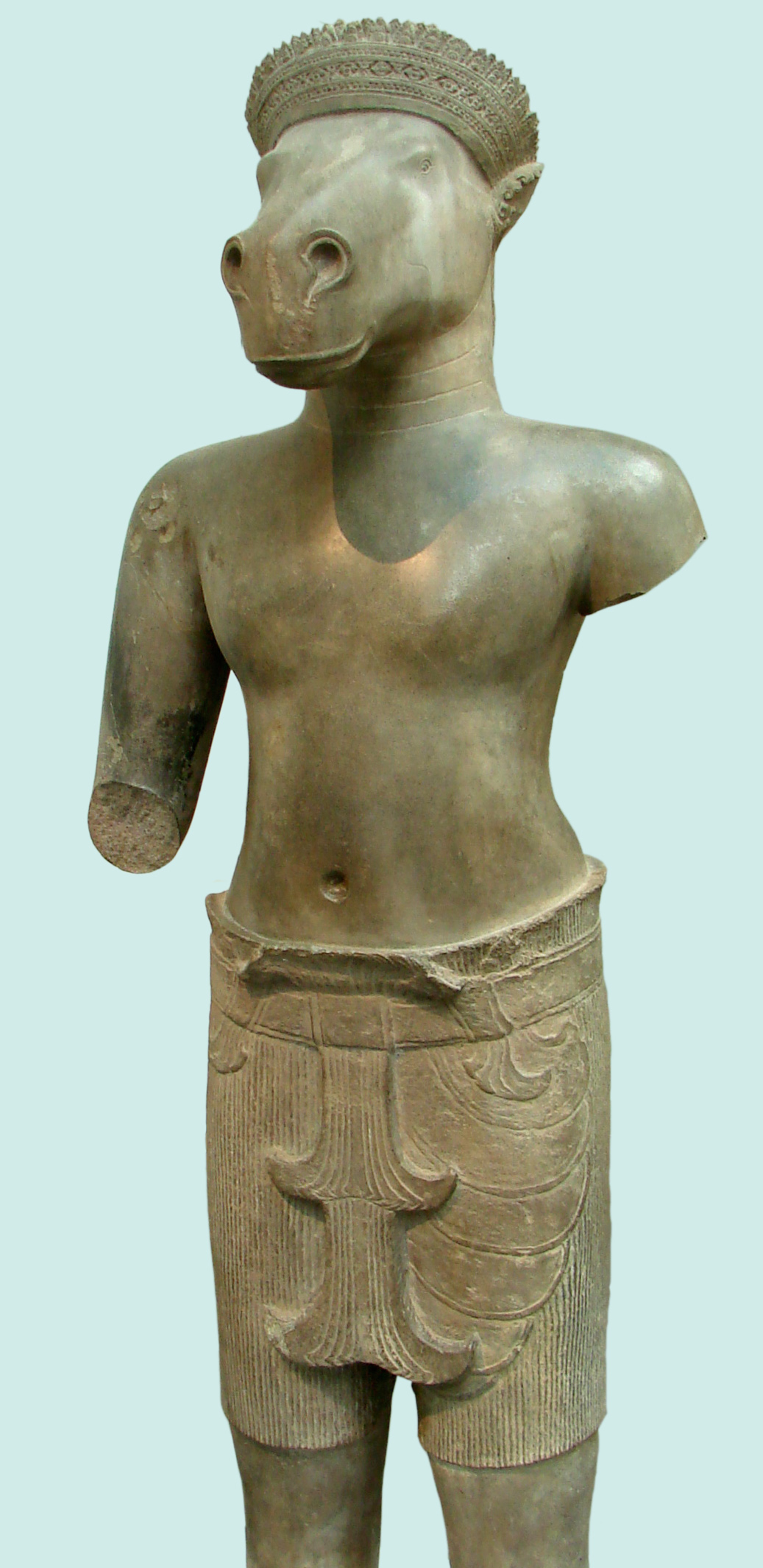
马头人身形象，柬埔寨三博波雷古寺石雕
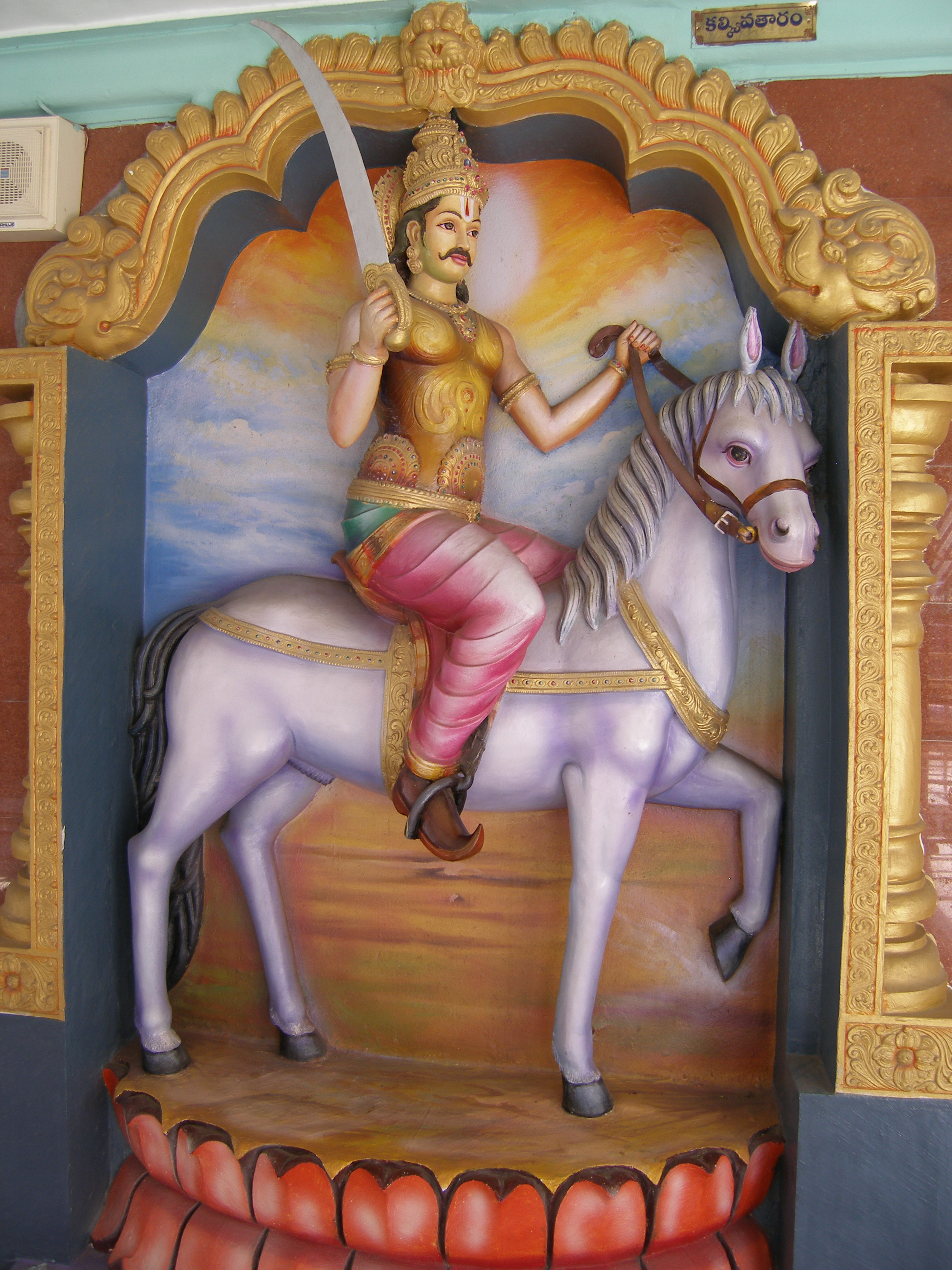

## 相关
- 化身 (印度教)
- 马头观音